# Simon Dennis
Pour les articles homonymes, voir Dennis.
Simon Dennis, né le 24 août 1976 à Henley-on-Thames, est un rameur d'aviron britannique. Il est diplômé d'Imperial College London.

## Carrière
Simon Dennis participe aux Jeux olympiques de 2000 à Sydney et remporte la médaille d'or avec le huit  britannique composé de Ben Hunt-Davis, Andrew Lindsay, Louis Attrill, Luka Grubor, Kieran West, Fred Scarlett, Steve Trapmore et Rowley Douglas.